# Horaiclavus multicostata
Horaiclavus multicostata là một loài ốc biển, là động vật thân mềm chân bụng sống ở biển trong họ Turridae.